# Панкрашкін Віктор Олександрович
Панкрашкін Віктор Олександрович (10 грудня 1957 — 24 липня 1993) — радянський баскетболіст.
Олімпійський чемпіон 1988 року.
Срібний призер Чемпіонату Європи 1987 року, бронзовий призер 1983 року.